# Stamhuset Engestofte
Stamhuset Engestofte består af hovedgårdene Engestofte og Ulriksdal, på  ca. 124 Tdr. hartkorn; Det samlede areal var på 904 tdr. land, og  skovarealet 675 tdr. Stamhuset blev oprettet 1799 for Henning Wichfeld og ophørte 1923 med lensafløsningen. 
Besiddere:
- (1751-1797) Jørgen Wichmand Wichfeld
- 1797-1799) Jørgen W. Wichfelds dødsbo
- (1799-1846) Henning Wichfeld
- (1846-1848) Anna Henriette Marie de Braës gift Wichfeld
- (1848-1888) Jørgen Wichfeld
- (1888-1907) Henning Wichfeld
- (1907-1965) Jørgen Adalbert Wichfeld